# Писаренко, Галина Алексеевна
Гали́на Алексе́евна Писаре́нко (24 января 1934, Ленинград — 23 октября 2022) — советская и российская оперная и камерная певица (лирико-колоратурное сопрано), вокальный педагог. Народная артистка РСФСР (1982). Почётный член РАХ (2022).

## Биография
Родилась 24 января 1934 года в Ленинграде.
Одновременно окончила в 1957 году экономический факультет МГУ и Московский государственный институт иностранных языков им. М. Тореза.
Своим настоящим призванием считала музыку. С раннего детства пела и участвовала в художественной самодеятельности. На первое прослушивание к известной камерной певице и педагогу Нине Дорлиак её привела бабушка. Окончила музыкальное училище и Московскую консерваторию по классу Н. Дорлиак в 1961 году.
После окончания консерватории в 1961 году была принята в Московский музыкальный театр им. Станиславского и Немировича-Данченко. Дебют в этом театре состоялся в заглавной партии в оперетте «Прекрасная Елена» Ж. Оффенбаха. Став одной из ведущих солисток оперной труппы этого театра, пела в нём до 1990 года. В 1991 году стала солисткой театра «Новая опера», в котором пела до 1996 года.
Искусство Писаренко отмечено блестящим владением гибким и тёплым по тембру голосом, редкой музыкальностью, тонкой динамической нюансировкой. Исполняла главные партии во многих операх и опереттах отечественных и зарубежных композиторов. Камерный репертуар певицы включал в себя произведения П. И. Чайковского, Н. А. Римского-Корсакова, М. И. Глинки, Д. Д. Шостаковича, И.-С. Баха, В.-А. Моцарта, Г.-Ф. Генделя, Э. Грига.
С 1976 года — педагог Московской консерватории, с 1982 года — доцент, а с 1995 года — профессор. Писаренко признана одним из лучших современных педагогов по вокалу. Среди её учениц — лауреаты Международного конкурса им. Чайковского, международных и всероссийских конкурсов, солисты крупнейших театров России и мира: Ирина Ромишевская, Альбина Шагимуратова, и др. В 2002 году входила в состав жюри XII Международного конкурса им. П. И. Чайковского, а также в состав многих международных вокальных конкурсов. Проводила мастер-классы в Польше, Португалии, Австрии, Японии, Греции, Южной Корее, Эквадоре.
Автор статей по вопросам вокального искусства. Президент Московского общества любителей музыки Моцарта. С 1999 года — почётный профессор Афинской консерватории «Орфеон», с 2002 года — приглашённый профессор Американской летней школы музыки (AJMS).
Скончалась 23 октября 2022 года. Похоронена в Москве на Троекуровском кладбище (21 участок).

## Семья
- Муж — в первом браке: Новомир Писаренко, физик-теоретик. Во втором браке: Виктор Маланичев[6].
  - Сын — Александр Писаренко.

## Сотрудничество
На протяжении своей творческой деятельности Галина Писаренко сотрудничала с известными отечественными пианистами (С. Т. Рихтер, А. Г. Гинзбург, М. В. Юдина, Б. А. Чайковский) и отечественными и зарубежными дирижёрами (Е. Ф. Светланов, Е. В. Колобов, В. И. Федосеев, К. П. Кондрашин, Д. Г. Китаенко, Р. Б. Баршай, В. М. Кожухарь, Е. Я. Рацер, К. Мазур, Р. Бенци, К. Зандерлинг).

## Репертуар
- «Евгений Онегин» П. И. Чайковского — Татьяна
- «Иоланта» П. И. Чайковского — Иоланта
- «Царская невеста» Н. А. Римского-Корсакова — Марфа
- «Богема» Дж. Пуччини — Мими, Мюзетта
- «Любовный напиток» Г. Доницетти — Адина
- «Манон» Ж. Массне — Манон
- «Так поступают все женщины» В.-А. Моцарта — Фьордилиджи
- «Свадьба Фигаро» В.-А. Моцарта — Сюзанна
- «Дон Жуан» В. А. Моцарта — Церлина
- «Мнимая садовница» В.-А. Моцарта — маркиза Виоланта Онести (Сандрина)
- «Кармен» Ж. Бизе — Микаэла
- «Любовь к трём апельсинам» С. С. Прокофьева — Нинетта
- «Обручение в монастыре» C. С. Прокофьева — Луиза[3]
- «Маддалена» C. С. Прокофьева — Маддалена
- моноопера «Нежность» («Письма любви») В. С. Губаренко — Героиня
- «Порги и Бесс» Дж. Гершвина — Клара
- «Поворот винта» Б. Бриттена — Гувернантка
- «Прекрасная Елена[фр.]» Ж. Оффенбаха — Елена
- «Донья Жуанита»[нем.] Ф. Зуппе — Жуанита
- «Нищий студент» К. Миллёкера — Лаура

## Звания и награды
- 1960 — Золотая медаль Фестиваля молодёжи и студентов (Хельсинки)
- 1962 — 4-я премия Всесоюзного конкурса вокалистов им. Глинки (Москва)
- 1965 — 3-я премия Международного конкурса вокалистов им. Ф. Эркеля (Будапешт)
- 13 ноября 1974 — Заслуженная артистка РСФСР
- 7 мая 1982 — Народная артистка РСФСР
- 1999 — Золотая медаль и орден «За развитие культуры» (Польша)
- 21 мая 2007 — Орден Почёта
- Премия «Орфей»

## Дискография
- 16 пластинок фирмы «Мелодия»
- 6 компакт-дисков
- 5 телевизионных фильмов